# Uklanamandi
Uklanamandi è una città dell'India di 10.936 abitanti, situata nel distretto di Hisar, nello stato federato dell'Haryana. In base al numero di abitanti la città rientra nella classe IV (da 10.000 a 19.999 persone).

## Geografia fisica
La città è situata a 29° 31' 0 N e 75° 52' 0 E e ha un'altitudine di 208 m s.l.m..

## Società

### Evoluzione demografica
Al censimento del 2001 la popolazione di Uklanamandi assommava a 10.936 persone, delle quali 5.844 maschi e 5.092 femmine. I bambini di età inferiore o uguale ai sei anni assommavano a 1.559, dei quali 905 maschi e 654 femmine. Infine, coloro che erano in grado di saper almeno leggere e scrivere erano 7.658, dei quali 4.424 maschi e 3.234 femmine.